# Histoire de l'Angleterre
Pour l’article homonyme, voir L'Histoire de l'Angleterre.

Blason d'Angleterre.

L’Angleterre est la plus étendue et la plus peuplée des quatre nations qui composent le Royaume-Uni. L'Angleterre correspond approximativement au territoire conquis par les Anglo-Saxons au Ve siècle, avant d'être unifié au Xe siècle et de former le royaume d'Angleterre, qui devient la Grande-Bretagne par les Actes d'Union de 1707 avec le royaume d'Écosse, puis le Royaume-Uni par l'Acte d'Union de 1800 avec le royaume d'Irlande.

## La Préhistoire

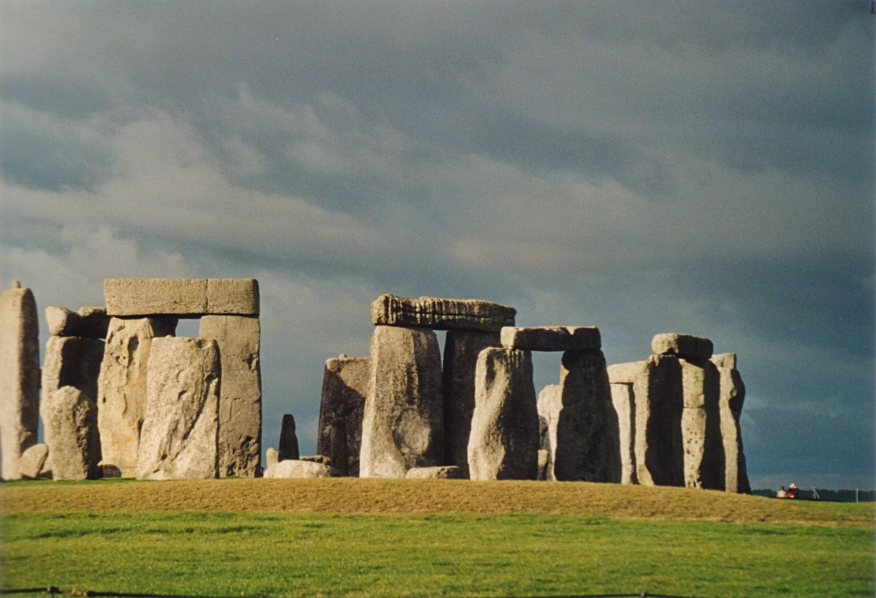
Stonehenge.

Les traces de pas de Happisburgh sont la plus ancienne attestation montrant que la vie humaine existait sur la masse terrestre de l'Angleterre, elles datent d'environ 840 000 ans,.
De -15000 à -7000, pendant la dernière période glaciaire, les îles britanniques font partie intégrante du continent européen. Les migrations de population qui s’ensuivent (voir Creswellien, culture de Hambourg et Ahrensbourgien) facilitent la transmission des cultures du Paléolithique supérieur et du Mésolithique à base de chasse, de cueillette, et de pêche.
Après la fonte des grands glaciers en Europe et la formation du pas de Calais conséquemment à la disparition du Doggerland, de nouvelles populations proto-germaniques (Maglemosien) issues des terres peu à peu immergées du Doggerland s'établissent sur les régions côtières de la mer du Nord (Star Carr, Howick House) alors qu'au sud le Beuronien (Horsham points) prédomine. Les cultures du Néolithique et du Bronze ancien se développent, avec des communautés d’agriculteurs-éleveurs organisées, des cérémonies d’inhumation des défunts, une croyance en une vie après la mort. Ces peuples, comme les Windmilliens, honorent leurs ancêtres, et ont une religion, comme en témoignent les monuments mégalithiques.
Ceux-ci apparaissent au cours des IIIe et IIe millénaires av. J.-C., par exemple les sites de Belas Knap et West Kenett, le cromlech de Castlerigg, et surtout les sites d’Avebury et de Stonehenge. Stonehenge montre certaines caractéristiques des sociétés de l’époque : elles sont puissantes et organisées, autour de chefs ou de prêtres qui dominent de nombreuses communautés, elles ont connaissance de la géographie lointaine, pour y développer les moyens de transport des minerais, et des savoir-faire d’ingénieur.
Une migration massive survenue il y a environ -4 500 ans depuis le continent introduit la culture campaniforme dans l'île. La propagation du complexe campaniforme est associée au remplacement d'environ 90 % du patrimoine génétique existant en quelques centaines d'années. Cette migration se produit dans le prolongement de l'expansion vers l'ouest qui avait amené l'ascendance liée à la steppe pontique en Europe centrale et du nord au cours des siècles précédents,.
Peu à peu, les rencontres et les échanges avec les peuples continentaux permettent la propagation de l’art du bronze, d’autant plus qu’il y a du cuivre en Irlande et en Écosse, et de l’étain dans la Cornouaille, dans le Devon et les îles Scilly (voir culture du Wessex). Des prospecteurs de toute l’Europe parviennent dans les îles britanniques, d’où une certaine richesse des peuples présents : apparition de nouveaux villages (dans le parc national de Dartmoor ou en Cornouaille), exploitation des mines, avec des routes et des frontières délimitées, et les inhumations deviennent individuelles.
Au Ier millénaire av. J.-C., l’âge du fer se développe (la période du Hallstatt a été quasi inexistante). Son arrivée est progressive, grâce à des rencontres marchandes, diplomatiques et matrimoniales avec le continent. Il y a de probables migrations depuis le littoral Atlantique, puis avec l’Europe du Nord. Plusieurs peuples belges ou frisons auraient ainsi colonisé l'Île. La génétique indique une homogénéité dans la lignée masculine dominante (R-U106) entre les Pays-Bas et l'Angleterre, ce qui laisse présumer des échanges entre les deux pays à tout le moins depuis la Protohistoire, période suivant la disparition du Doggerland qui reliait les deux territoires. L'archéologie montre qu'il y avait dès lors une unité culturelle représentée par l'Ahrensbourgien

## La Bretagne romaine

L'empire romain au III.

Les premières campagnes d’invasion de la « Bretagne » sont menées par Jules César, en 55 et 54 av. J.-C.. Officiellement, le but de cette pénétration est d’empêcher les Bretons d’aider les Gaulois pendant la guerre des Gaules. En réalité, l’objectif est d’apporter un prestige supplémentaire à Jules César, pour son retour à Rome. L’empereur Claude finit par conquérir définitivement la Bretagne (appelée Britannia) en 43. Camulodunum (Colchester) est la première colonie bâtie par les Romains, et quatre ans plus tard Rome annexe la région qui va de la Severn à la Trent.
Après des premiers troubles en 47, la reine Bouddica mène une révolte de plus grande ampleur en 61, en réponse aux exactions commises par les Romains. Camulodunum, Verulamium (St Albans) et Londinium (Londres) sont incendiées, avant une lourde répression romaine. L’Empire romain en tire les conséquences et conquiert le Pays de Galles et l’île d’Anglesey en 78. En 83, Julius Agricola parcourt les Lowlands en Écosse, sans parvenir à briser la résistance calédonienne. En 122, l’empereur Hadrien édifie un mur de protection contre les peuples insoumis au nord de la province. Entre 139 et 142, l’empereur Antonin le Pieux construit un second mur plus au nord, abandonné quarante ans plus tard, à cause des tribus pictes. En 197, la Bretagne est séparée en deux provinces plus petites : d’une part la Bretagne supérieure dont la capitale est Deva (l'actuelle Chester), à la vocation militaire, en soutien du mur d’Hadrien, et la Bretagne inférieure qui a pour capitale Eboracum (York), où s’épanouit la paix romaine. Le christianisme fait son apparition au IVe siècle, d’autant plus rapidement que Constantin, proclamé empereur à Eboracum en 306, s'y convertit, probablement en 312 (Cf. Bataille du pont Milvius) et fut baptisé sur son lit de mort en 337. Le christianisme deviendra religion d'État par l'édit décrété par l'empereur romain Théodose Ier en 380.
Les invasions saxonnes commencent au milieu du IVe siècle. Les Scots d’Hibernia (Irlande) et les Pictes mettent à mal le mur d’Hadrien en 367 et 383. Malgré une nouvelle division de la Bretagne en quatre, puis cinq provinces, l’Empire romain ne parvient plus à y maintenir ses positions, d’autant que son éloignement de Rome lui donne un faible poids stratégique. Finalement les Romains, submergés par les grandes invasions, abandonnent l'île en 410.

## Les Anglo-Saxons

### La conquête anglo-saxonne

Les peuples de la Grande-Bretagne vers 600.

À partir du milieu du Ve siècle, les envahisseurs germaniques assimilèrent ou repoussèrent progressivement vers l'ouest de l'île de Bretagne les populations autochtones du sud et de l'est, tandis que les Irlandais effectuaient des raids sur la côte ouest de la Bretagne. Les Irlandais finirent par fonder de véritables principautés sur les côtes galloises et écossaises. Si les premières furent finalement écrasées, les secondes donnèrent naissance à l'Écosse par la fusion du Dál Riata avec les royaumes britanniques du nord. Durant cette période sur laquelle les sources fiables font défaut, des populations bretonnes peu romanisées établirent de nombreux royaumes dans l'île de Bretagne, notamment dans le pays de Galles et d'autres migrèrent en Irlande. De même, là se trouve probablement la cause première d'une émigration en masse de Bretons vers la péninsule armoricaine, celle-ci prenant alors le nom de « Petite Bretagne »[réf. nécessaire].
L'Angleterre (en anglais England) est littéralement la « terre des Angles ». Elle reste longtemps divisée en plusieurs royaumes, parmi lesquels les principaux sont ceux de Kent, de Northumbrie, de Mercie et du Wessex. Leur unification survient après les invasions vikings, sous l'impulsion des rois du Wessex Alfred le Grand, Édouard l'Ancien et Æthelstan, au tournant du IXe siècle.
Cependant malgré les défaites, une partie du peuple breton, invaincue par les Angles, réussit à se maintenir jusqu'à nos jours en Grande-Bretagne, dans la principauté du Pays de Galles et en Cornouailles. Jusque récemment, on a largement cru (dû à l'absence de toponymes celtiques dans l'Est et le centre de l'Angleterre) que les Anglo-Saxons avaient supplanté les populations bretonnes, ou que les régions de la Bretagne occupées par les Anglo-Saxons étaient inhabitées ou bien que les Bretons avaient pris la fuite devant leur avance. Des études génétiques récentes sont en désaccord avec toutes ces hypothèses, suggérant que les Anglo-Saxons ont contracté des mariages mixtes avec les Bretons. En effet, ces études génétiques suggèrent que les Anglais n'ont pas éliminé les premiers habitants bretons et que beaucoup de tribus sont restées dans ce qui allait devenir l'Angleterre. Les résultats de Capelli renforcent la recherche de Steven Bassett de l'université de Birmingham ; son travail pendant les années 1990 suggère qu'une grande partie des Midlands occidentaux ont été seulement très légèrement colonisés par les Angles et les Saxons. Les résultats de ces recherches coïncident avec celles du Pr Evans, et suggèrent que la majeure partie des Bretons sont restés dans la Bretagne qui allait devenir l’Angleterre et qu’ils se sont donc mélangés aux Anglo-Saxons (surtout les filles et les femmes, capturées en grand nombre semble-t-il, d'après le Pr Evans) ; ils ont ainsi contribué à donner sa physionomie originale au peuple anglais, mélange de racines celtiques (ou belges) et germaniques. Il est toutefois impossible d'identifier ce qu'était la langue des autochtones de cette partie du Royaume-Uni (orientale et centrale) et ainsi confirmer leur appartenance à la famille celtique. L'anglais (ainsi que le scot) ayant des affinités certaines avec le frison, il y a lieu de croire que ce sont les Frisons qui ont implanté un de leurs dialectes en Bretagne insulaire, mais aucune preuve archéologique ou mention historique n'a précisé à ce jour les endroits où ils se seraient établis, ce qui laisse à penser que cet événement s'est produit durant une période très ancienne telle que la protohistoire ou même la préhistoire (peut-être en relation avec la disparition du Doggerland, remplacé par la mer du Nord).

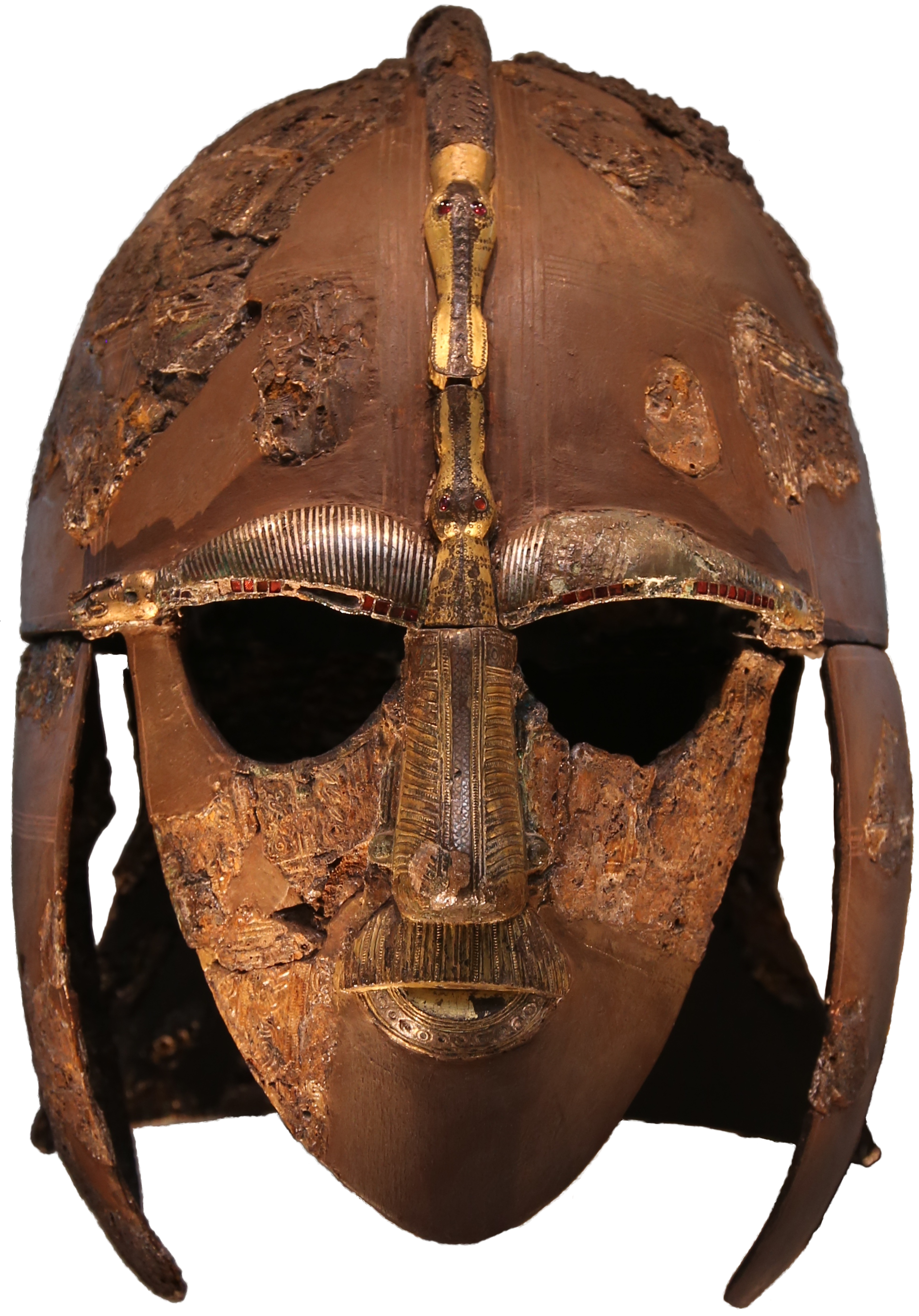
Le casque de Sutton Hoo (VIIe siècle).

D'autres, notamment les Cornouaillais et les Cambriens, restent plus fortement apparentés aux Bretons. Un nouveau groupe d'Anglais a été influencé par la culture scandinave, en particulier dans le nord de l'Angleterre (York était autrefois sous la juridiction danoise de Jorvik).

#### L'origine des noms de lieux en Angleterre
Ces groupes ont eu un impact apparent sur l'anglais, par exemple la signification moderne du mot rêve est d'origine scandinave. De plus, les noms de lieux qui incluent le thwaite « essart », -by « village », -toft « site constructible, ferme », etc. sont d'origine scandinave. Ils sont caractéristiques principalement du nord de l'Angleterre (ancien Danelaw). Peu de toponymes en Angleterre, sauf en Cornouailles, ont une étymologie brittonique, on peut cependant en citer quelques-uns comme Beverley (< Bibro-lico « ruisseau des castors »). Quelques-uns dans le Cumberland, le Westmorland dans le nord-ouest ainsi que dans quelques autres poches. Les noms des villes anciennes romano-brittoniques contiennent souvent des racines que l'on croit celtiques comme Londres (le nom London est une évolution du brittonique Lundun (comme en Gaule on trouve lug-dunum qui a donné Lyon et Loudun), York, Dorchester, Douvres (Dover) et autres Colchester. On pense que quelques éléments des noms de lieux anglais se référant à leur géomorphologie sont en tout ou en partie d'origine brittonique : on trouve les racines celtiques bre ou bal pour les collines, carr pour un endroit rocheux élevé, comb pour qualifier une petite vallée profonde[réf. souhaitée].

### La christianisation
Les royaumes anglo-saxons furent évangélisés au VIIe siècle à la suite de la mission d'Augustin de Cantorbéry, envoyé par le pape Grégoire le Grand, qui convertit Æthelberht, roi du Kent (597) et fonda l'évêché de Cantorbéry, et par les moines irlandais et écossais du monastère de Lindisfarne, invités en Northumbrie par le roi Oswald (634). Les autres royaumes anglo-saxons se convertirent sous leur influence.
À la suite de tensions entre les missionnaires de Lindisfarne (la mission celtique) et les autres (la mission romaine) au sujet de la méthode pour déterminer la date de la fête de Pâques et concernant la forme de la tonsure, un important concile eut lieu à l'abbaye de Streanarshalch, près de Whitby, en 664. L'Église anglaise se rallia au rite romain.

### La lutte contre les Vikings et l'unification

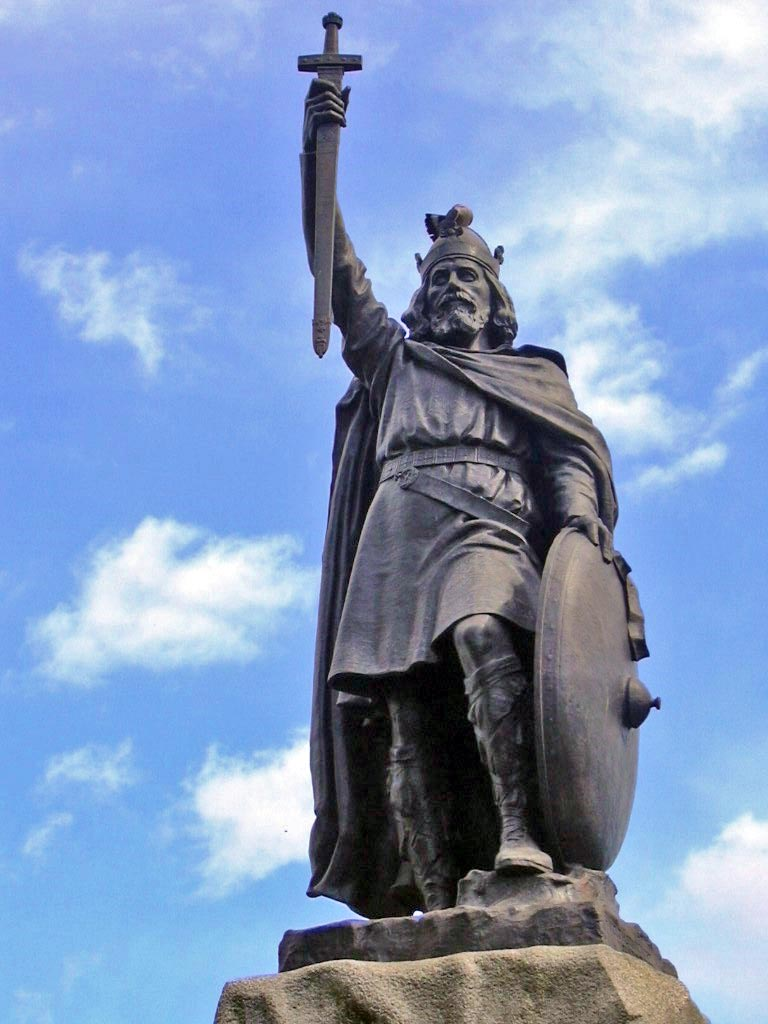
Statue d'Alfred le Grand à Winchester

À partir de 793 (raid contre le monastère de Lindisfarne), les Vikings pillent les côtes anglaises. Ces campagnes de pillages laissent place à une véritable entreprise de colonisation avec l'arrivée de la Grande Armée, en 865, qui soumet tout le nord et l'est de l'Angleterre, une région qui prend par la suite le nom de Danelaw. Seul le royaume de Wessex, dirigé par le roi Alfred le Grand (871-899), leur résiste avec succès (bataille d'Ethandun, 878, prise de Londres, 885), mais il doit leur reconnaître la domination du Danelaw au Nord d'une ligne qui va de Londres à Chester). La reconquête est achevée par son fils Édouard l'Ancien (899-924) et par son petit-fils Æthelstan (924-939), qui remporte en 937 une importante victoire (bataille de Brunanburh) contre les Écossais et les Danois de Dublin. Leurs successeurs doivent encore repousser des attaques, avant que l'Angleterre ne retrouve la paix sous le règne d'Edgar (959-975).

### La domination danoise
Les Vikings reprennent leurs raids à partir de 991, et le roi Æthelred le Malavisé doit leur payer tribut (danegeld), ce qui conduit à l'établissement du premier impôt généralisé. En 1013, le Danois Sven Ier de Danemark alias Sven à la Barbe fourchue mène une armée à la conquête de l'Angleterre en 1013. Il parvient à chasser Æthelred et à se faire reconnaître roi, mais il meurt le 3 février 1014. Knut, le fils de Sven, poursuit l'œuvre de son père et après la mort d'Edmond, le fils d'Æthelred, il est reconnu seul roi d'Angleterre par les grands du royaume, le 30 novembre 1016. Cette domination danoise voit l'intégration de l'Angleterre au sein d'un empire maritime nordique qui comprend également le Danemark et la Norvège. Elle dure jusqu'en 1042, date à laquelle la dynastie saxonne revient au pouvoir sous Édouard le Confesseur, un autre fils d'Æthelred.

## L'Angleterre médiévale

### La conquête normande

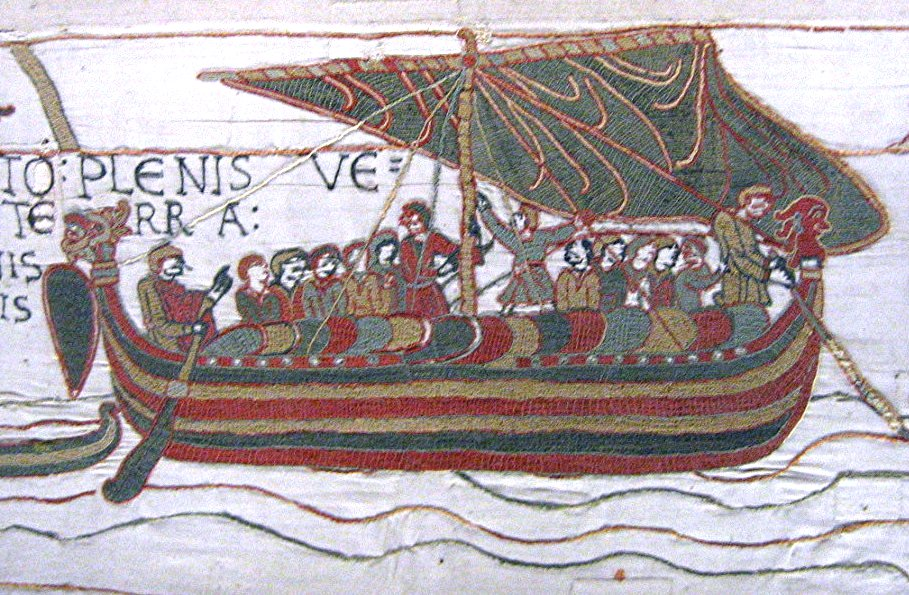
Tapisserie de Bayeux, invasion normande

En 1066, après la mort d'Édouard le Confesseur, son beau-frère Harold Godwinson prend le pouvoir, mais Guillaume II duc de Normandie (appelé encore Guillaume le Bâtard et plus tard Guillaume le Conquérant ou Guillaume Ier d'Angleterre, ou William le conquérant), fils de Robert le Magnifique, le cousin germain d'Édouard, revendique le trône d'Angleterre. Il franchit la Manche et défait Harold à Hastings le 14 octobre. La conquête normande par les Normands, racontée par la Tapisserie de Bayeux, est un événement décisif dans l'histoire anglaise : Guillaume remplace en grande partie la noblesse anglo-saxonne par la noblesse normande et réorganise l'Angleterre suivant le modèle féodal centralisé normand. Les domaines dont sont dotés les barons normands sont dispersés et situés des deux côtés de la Manche, ce qui empêche la constitution de contre-pouvoirs territoriaux. Guillaume couvre l'Angleterre de châteaux forts dont la célèbre tour de Londres. Il réforme la loi civile anglo-saxonne (common law) en y introduisant des éléments de la loi normande. Enfin il fait établir un cadastre (Domesday Book), monumental recensement de toutes les propriétés (1086). L'Angleterre se trouve ainsi dominée pendant trois siècles par une petite minorité aristocratique normande, parlant sa langue.

### La puissance d'Henri Plantagenêt

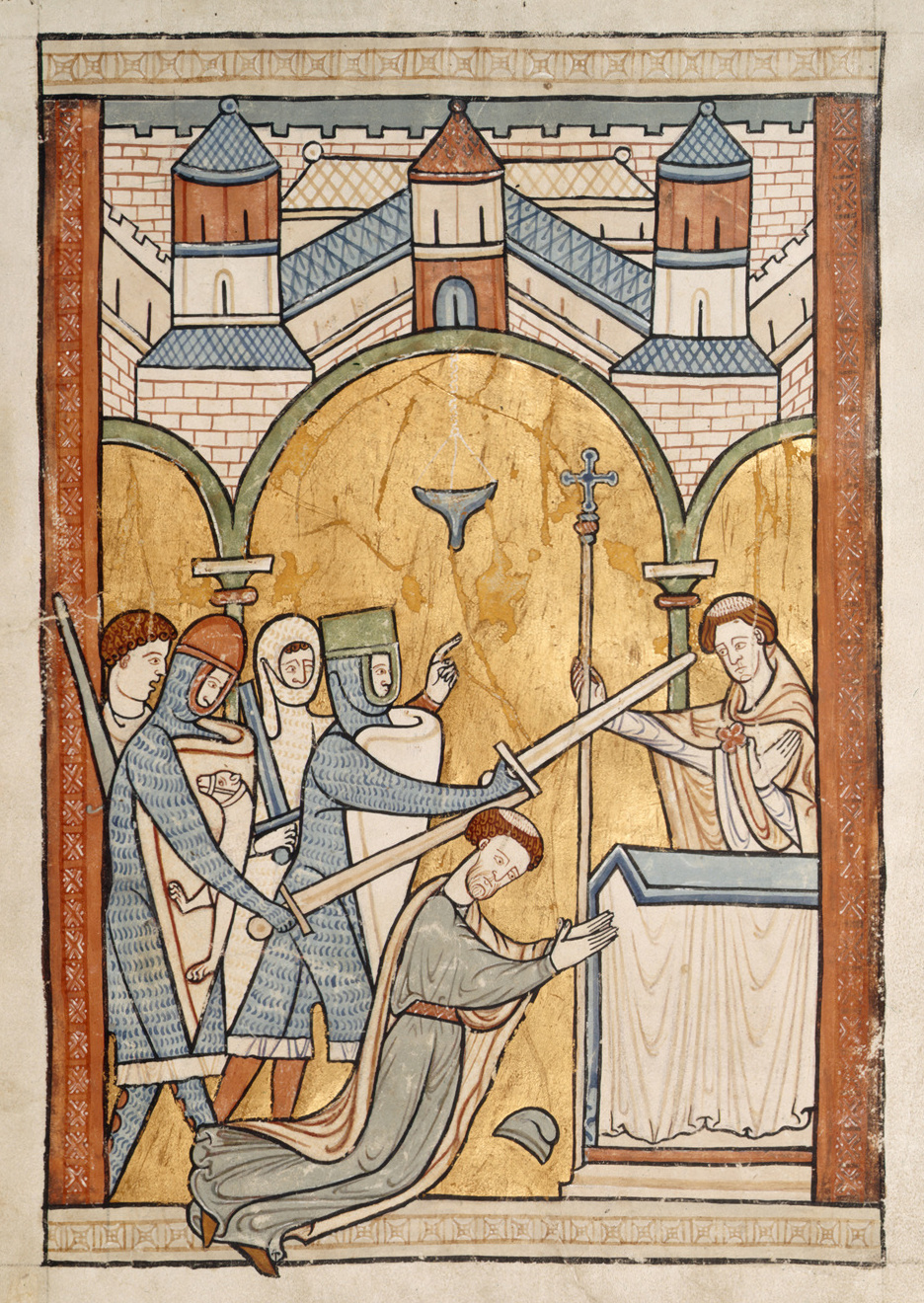
Enluminure du XIIIe siècle (la plus ancienne représentation connue de l'assassinat de Becket)

Après les règnes de Guillaume II (roi d'Angleterre) (1087-1100) et d' Henri Ier (roi d'Angleterre) (1100-1135), fils de Guillaume le Conquérant, la venue au pouvoir d'Étienne de Blois (1135-1154), neveu d'Henri Ier, déclenche une guerre civile. Le traité de Wallingford (1153) met fin à la guerre en désignant Henri Plantagenêt, comte d'Anjou et petit-fils d'Henri Ier, comme le futur roi d'Angleterre en 1154.
Comme il a épousé en 1152 Aliénor d'Aquitaine (duchesse d'Aquitaine), qui avait divorcé du roi de France Louis VII et dont elle avait eu deux filles, Henri II se trouve à la tête d'un territoire immense, que les historiens appellent parfois « Empire Plantagenêt» (ou « empire angevin »). Il est le plus important vassal du roi de France, et il est plus puissant que ce dernier dont le domaine royal est beaucoup plus petit que le domaine français des Plantagenêts. Henri II exerce un pouvoir fort. Il généralise la perception de l'écuage (redevance remplaçant le service militaire) sur les barons. En 1164, les constitutions de Clarendon rétablissent le jugement par jury et visent à contrôler l'Église d'Angleterre en réduisant le rôle des tribunaux ecclésiastiques. Le chancelier Thomas Becket, archevêque de Cantorbéry, s'y oppose. Après l'assassinat de ce dernier en 1170, Henri II doit faire pénitence publique sur sa tombe en 1174. La fin du règne d'Henri II est assombrie par les révoltes de ses fils.

### Les révoltes des barons
Richard Ier Cœur de Lion (1189-1199) participe à la Troisième croisade. Son frère Jean d'Angleterre, Jean sans Terre, perd toutes ses possessions françaises (sauf la Guyenne), confisquées et conquises par le roi de France Philippe II Auguste. En conflit avec le pape Innocent III, qui jette l'Interdit sur l'Angleterre (1208), il doit se soumettre (1213). Les barons se soulèvent, et Jean est obligé d'accepter la Grande Charte (15 juin 1215), qui limite son pouvoir : les taxes nouvelles devront être acceptées par un conseil des barons, préfiguration du Parlement.
Son fils Henri III doit également faire face aux barons conduits par Simon de Montfort et accepter les Provisions d'Oxford (11 juin 1258) : le roi est contrôlé par un conseil de quinze barons, et un parlement doit se réunir trois fois par an. Henri III est délié de ce serment par le pape (1261), mais il est vaincu par les barons révoltés lors de la bataille de Lewes en 1264. Il perd tout pouvoir et Simon de Montfort convoque un parlement composé non seulement des grands nobles et ecclésiastiques, mais aussi de deux chevaliers par comté, et pour la première fois de deux bourgeois par ville. Cependant, quelques mois plus tard, Simon de Montfort est tué à la bataille d'Evesham en 1265 par les partisans du roi conduits par son fils Édouard.

### L'expansion anglaise

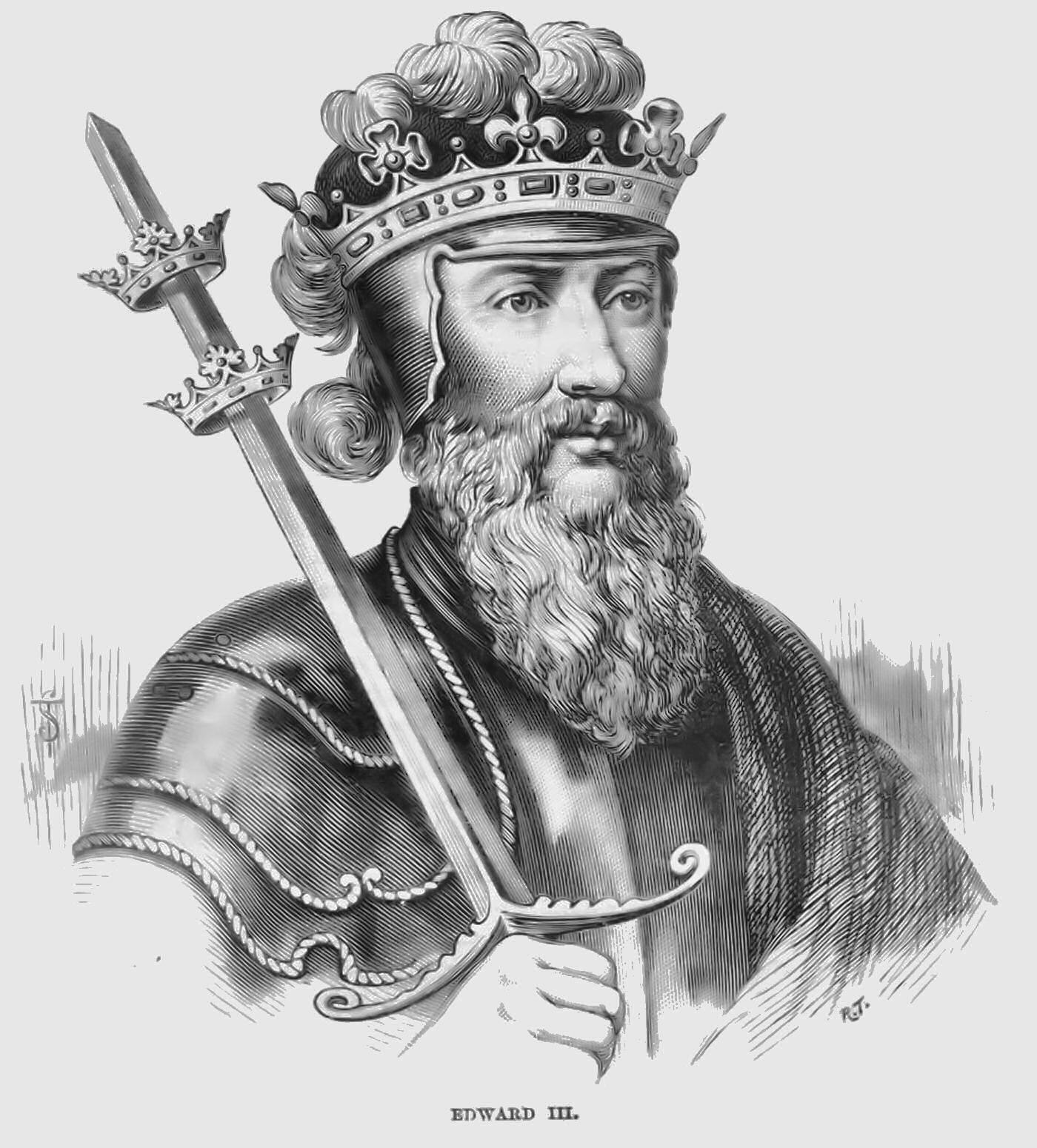
Édouard III d'Angleterre (Histoire de l'Angleterre de Cassel, 1902)

Devenu roi (1272-1307), Édouard Ier restaure l'autorité royale, bien qu'il convoque en 1295 le Model Parliament. Il fait la conquête du Pays de Galles, qui est annexé en 1284. L'Écosse le reconnaît comme souverain en 1291, mais il doit mener plusieurs campagnes contre les Écossais révoltés contre la domination anglaise, et son fils Édouard II perd finalement l'Écosse après la bataille de Bannockburn (1314).
Son fils Édouard III revendique la couronne de son puissant voisin, la France, après la mort des trois fils de Philippe le Bel sans héritier mâle, et se lance en 1337 dans la guerre (guerre de Cent Ans) qui se soldera par une lourde défaite . Après les succès anglais de Crécy (1346) et de Poitiers (1356), Édouard III obtient par le traité de Brétigny (1360) tout le sud-ouest de la France et Calais. Mais le coût financier de la guerre l'oblige à concéder plus de pouvoir au Parlement, qui est divisé sous son règne en deux chambres. L'Angleterre est touchée en 1348 par la Peste noire qui ravage toute l'Europe, et la guerre reprend en France à partir de 1369, où Bertrand du Guesclin parvient à reconquérir petit à petit presque toutes les possessions anglaises. C'est à cette époque que la langue anglaise s'impose aux dépens du français dans l'aristocratie anglaise.
Le petit-fils d'Édouard III, Richard II (1377-1399), doit faire face à la révolte des paysans (1381) et aux grands nobles qui veulent encadrer son pouvoir. Il est finalement renversé par son cousin germain Henri IV de Lancastre en 1399, qui doit à son tour mater plusieurs rébellions, de la noblesse et des Gallois. Il persécute également, avec l'appui de l'Église, les lollards (réformateurs chrétiens disciples de John Wyclif).
Son fils Henri V (1413-1422) reprend la guerre contre la France, affaiblie par la folie de son roi et déchirée par le conflit entre Armagnacs et Bourguignons : après la victoire anglaise d'Azincourt (1415), il est reconnu au traité de Troyes (1420) par le roi de France Charles VI, dont il épouse la fille, comme régent et héritier de la couronne de France (au détriment du dauphin, futur Charles VII). Henri V, allié aux Bourguignons, et qui contrôle la moitié de la France, entre triomphalement dans Paris et le traité de Troyes, enregistré par l'Université, est confirmé par des États généraux de langue d'oïl.

### La guerre des Deux-Roses
À la mort d'Henri V en 1422, son tout jeune fils Henri VI devient donc non seulement roi d'Angleterre sous la régence de ses oncles, mais aussi roi de France, reconnu par une partie de ce pays. Il sera couronné à Paris en 1431. Mais après la chevauchée de Jeanne d'Arc (1429), les Français reprennent le dessus et le roi de France Charles VII finit par conquérir petit à petit toutes les possessions anglaises sur le continent, excepté Calais. La guerre de Cent Ans se termine en 1453.
La faiblesse et la folie d'Henri VI poussent une autre branche descendant d'Édouard III, la Maison d'York, à contester la légitimité de la Maison de Lancastre. La guerre civile qui les oppose et qui ravage l'Angleterre pendant trente ans est appelée Guerre des Deux-Roses (1455-1485). Elle connaît de multiples rebondissements. En 1461, Édouard d'York se proclame roi à la place d'Henri VI, qui est restauré en 1470 pour quelques mois, mais Édouard IV reprend le pouvoir en 1471. À sa mort en 1483, son frère Richard III s'empare du pouvoir. Son règne est marqué par son impopularité et son étrange accession au trône. En 1485, il est vaincu et tué à la bataille de Bosworth (1485) par le gallois Henri Tudor, lequel avec le soutien des deux familles longtemps rivales, succédant au dernier roi des York, fonde la dynastie des Tudor, sous le nom d'Henri VII.

## L'Angleterre moderne

### LeXVIesiècle
Pour un article plus général, voir Réforme anglaise.

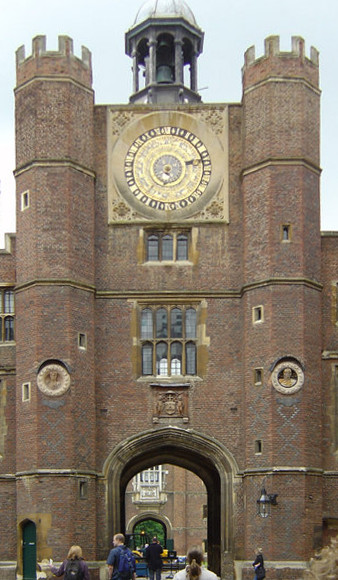
Hampton marche XVIe siècle

Henri VIII devient roi en 1509, à l'âge de dix-sept ans. Il est connu pour sa prodigalité et pour ses six mariages. L'acte politique peut-être le plus important de son règne fut l'Acte d'Union de 1536, par lequel le Pays de Galles devint une partie constitutive de l'Angleterre. Il fut aussi le fondateur de la première flotte permanente de l'Angleterre, la Royal Navy. Son premier mariage avec Catherine d'Aragon ne donnant aucun héritier mâle, le roi décida de divorcer. Le pape refusant, il en résulta une séparation de l'Église d'Angleterre avec celle de Rome, événement à l'origine de l'anglicanisme. Mais son mariage en secondes noces avec Anne Boleyn le laissa également sans descendant mâle. Seul son troisième mariage avec Jeanne Seymour vit la naissance d'un héritier, Édouard, qui lui succéda.
La seconde moitié du XVIe siècle est connue sous le nom d'ère élisabéthaine en hommage au règne de la reine Élisabeth Ire. Cette époque d'apaisement civil fut particulièrement florissante pour les arts et les lettres en Angleterre, notamment sous l'impulsion de William Shakespeare, et vit l'affirmation de l'influence britannique dans le monde. La guerre avec l'Espagne à partir de 1585 ternit cependant le bilan économique de cette époque.

### Les révolutions anglaises

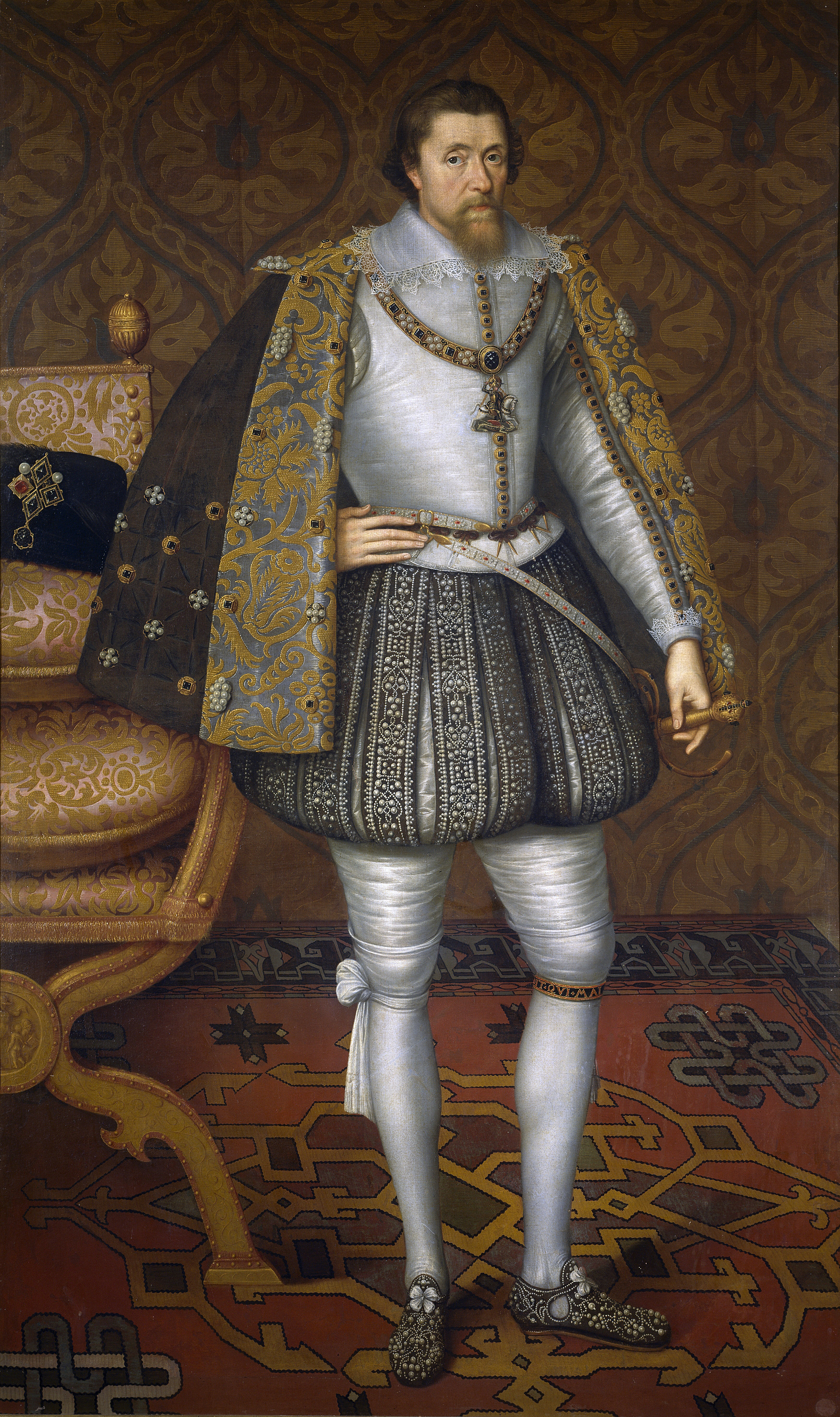
Jacques Ier d'Angleterre (1603-1625)

Au XVIIe siècle, l'histoire de l'Angleterre est marquée par la lutte contre les tentatives absolutistes de la dynastie des Stuart, des souverains qui régnèrent sur l'Écosse (1371-1714) et l'Angleterre (1603-1714). Cette lutte aboutit au renforcement des pouvoirs du parlement, qui limite définitivement le pouvoir royal.

#### Contexte socio-historique
Depuis le Moyen Âge, le pouvoir royal est limité par le Parlement qui se compose de deux assemblées législatives : la Chambre des lords, où siègent les grands seigneurs laïcs et ecclésiastiques, et la Chambre des communes où siègent les députés élus des comtés et des villes. Chaque fois que le souverain a besoin de lever une armée et un nouvel impôt, il doit consulter le Parlement. Celui-ci dispose d'un droit de regard sur les dépenses de l'Etat. Les règnes de Jacques Ier (1603-1625) et de Charles Ier (1625-1649) sont marqués par des tensions de plus en plus violentes, qui aboutissent à une guerre civile et à la Révolution. Ce dernier souverain a voulu régner en monarque absolu et se passer du consentement du Parlement. Mais ce mode de gouvernement ne convenait pas du tout aux marchands et aux petits agriculteurs anglais, ni même à la noblesse qui, en Angleterre, s'occupait de commerce. S'ajoutaient à cela des problèmes religieux : le clergé anglican soutenait le roi alors que des mouvements religieux, parmi lesquels celui des puritains (calvinistes), soutenaient le Parlement.

#### La première révolution anglaise et la République

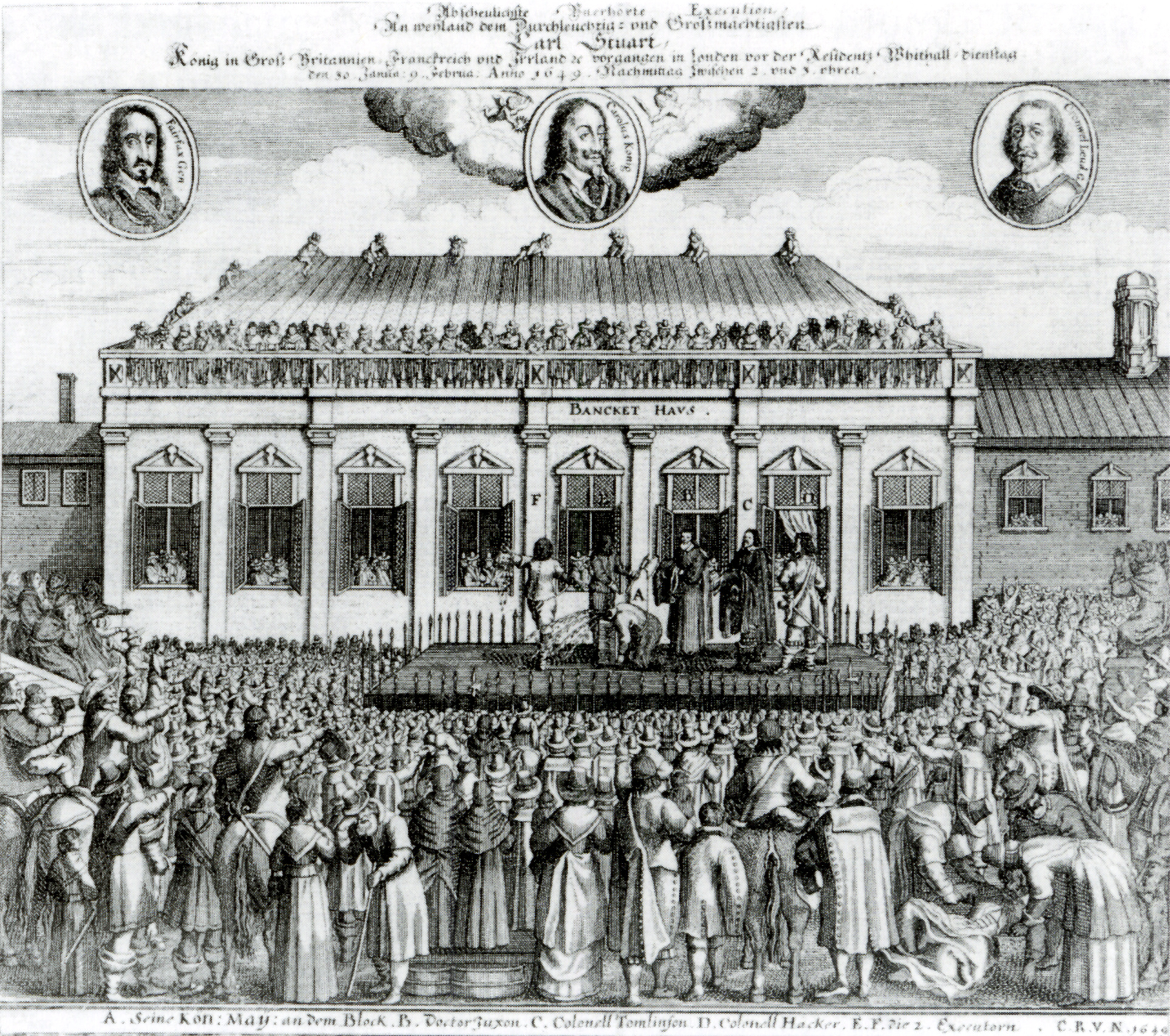
Gravure allemande de l'exécution du roi Charles Ier d'Angleterre, XVIIe siècle

Charles Ier a commis des maladresses (levées d'impôts, arrestations arbitraires, dissolution de la Chambre des communes) qui lui coûtent finalement son trône et sa tête. En 1640, la bourgeoisie londonienne se soulève et contraint le roi à s'enfuir. En 1642, la guerre civile oppose les partisans du monarque et ceux du Parlement qui finissent par l'emporter, grâce à leur supériorité militaire. C'est leur chef puritain Cromwell qui prend le pouvoir après l'exécution du roi. En 1653, il est nommé lord-protecteur et proclame la République. Mais il supprime le Parlement et instaure un pouvoir autoritaire. La bourgeoisie soutient néanmoins cette dictature, car elle préserve ses intérêts économiques (Cromwell favorise en effet le commerce).

#### La Restauration monarchique
Après la mort de Cromwell (1658) et l'abdication de Richard Cromwell, Charles II, fils de Charles Ier, est rappelé sur le trône et essaie vainement de restaurer l'absolutisme. En 1679, le Parlement vote l'habeas corpus (document qui garantit la liberté individuelle des citoyens), jalon important de l'histoire du droit.
La restauration monarchique s'accompagne d'une extension de l'empire colonial, à partir de la Barbade, la colonie la plus riche grâce à la culture du sucre. En 1607, les Anglais avaient fondé l'établissement de Jamestown en Virginie.
De nombreux colons anglais venus de la Barbade s’installent alors en Caroline et en Jamaïque où ils développent l’esclavage, via le commerce triangulaire, qui connaît une très forte croissance entre 1670 et 1688, stimulée en 1672 par la création de la Compagnie royale d'Afrique.

#### La Glorieuse Révolution

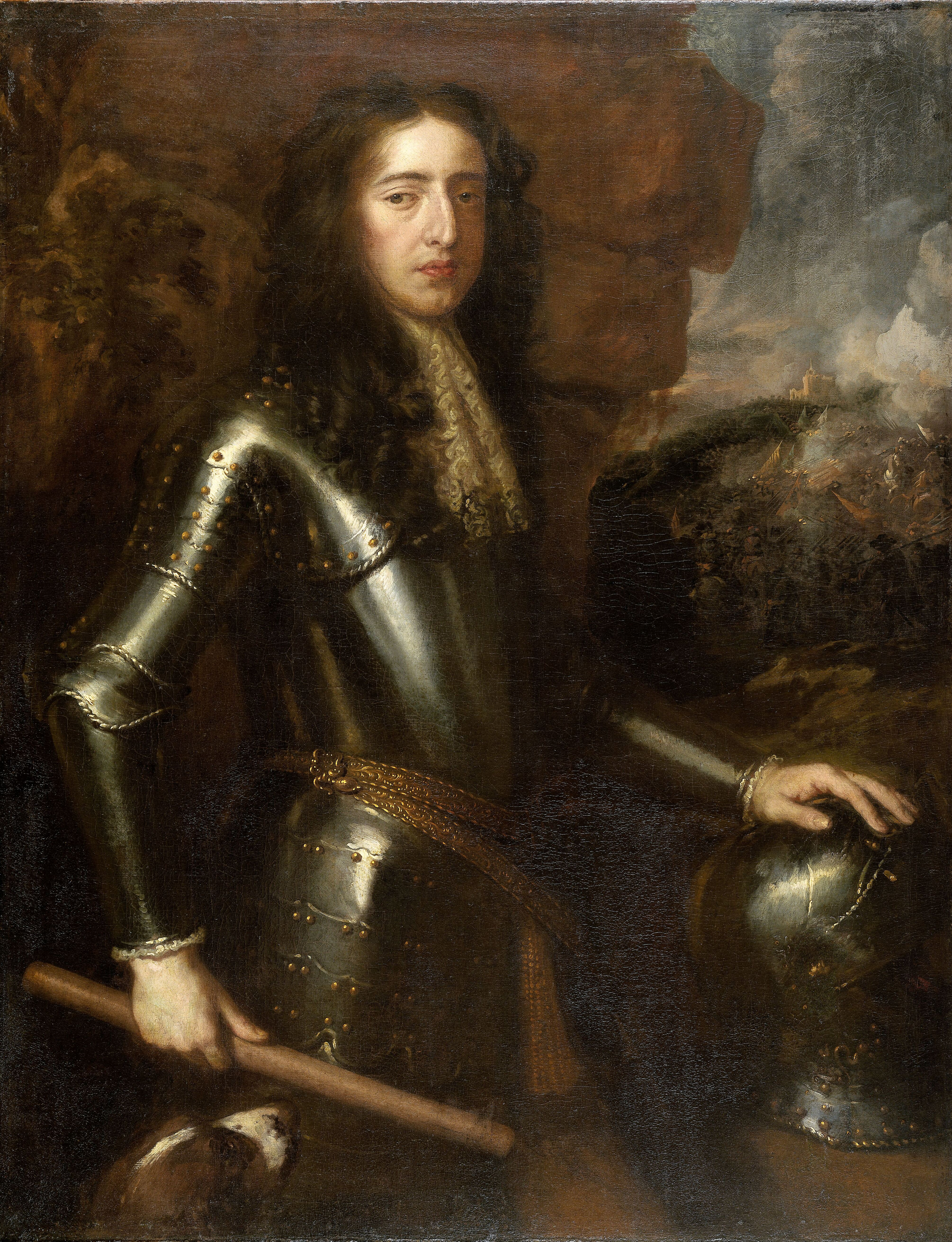
Guillaume III d'Angleterre.

Charles II meurt en 1685. Son frère catholique Jacques II lui succède. Il ne respecte pas l'habeas corpus et doit fuir en France à la suite de la Glorieuse Révolution. En 1688, le Parlement offre la couronne à sa fille Marie, protestante et épouse du Stathouder de Hollande, Guillaume III. Marie et Guillaume s'engagent à défendre une déclaration des droits (1689), qui limite définitivement le pouvoir du roi au profit de celui du Parlement anglais. La Glorieuse Révolution assure une certaine stabilité religieuse en Angleterre et ainsi la sécurité pour les protestants qui vont alors y émigrer de toute l'Europe, en anglicisant leurs noms. L'Édit de Nantes avait été révoqué en 1685, les dragonnades contre les huguenots ont commencé dès 1680 et 200 000 d'entre eux quittent la France pour l'Angleterre.
Sur le plan religieux, les droits pour les catholiques négociés par leurs leaders irlandais en 1691 à l'occasion du traité de Limerick ne sont pas respectés à partir des années 1700, avec les lois pénales qui instaurent des discriminations.
Le nouveau régime anglais, partiellement dirigé par une élite hollandaise, crée en 1694 la première banque nationale (la Banque d'Angleterre), qui prête à l'État les fonds permettant d'aménager le réseau des rivières anglaises et de construire une importante flotte, la Royal Navy, qui devient maîtresse des océans en une dizaine d'années, mais peine à réduire la piraterie dans les Antilles.
La Glorieuse Révolution réédite à Londres ce qui s'est passé 80 ans plus tôt à Amsterdam, avec une forte croissance urbaine, financière, intellectuelle et maritime, malgré l'opposition violente de la France de Louis XIV. C'est l'époque de la création des Lloyd's of London et des cercles boursiers qui se réunissent au Jonathan's Coffee-House. Cette révolution financière britannique est cependant en butte à la guerre menée par la France, alors deux fois et demi plus peuplée.
Dès 1689, Louis XIV invite son cousin Jacques II à s'installer avec une cour en exil au château de Saint-Germain-en-Laye, autour duquel vivent très vite plus de 1 700 réfugiés jacobites en France, qui sont au total 40 000 à immigrer en France entre 1688 et 1692, dont 40 % de famille aristocratiques. L'armée française aide les jacobites dans les rébellions jacobites, plusieurs tentatives d'invasion de l'Angleterre, visant à remettre Jacques II sur le trône, en 1692, 1708 et 1715, mais toutes échouent.

### L'Acte d'Union
En 1707, l'Acte d'Union scelle l'association de l'Écosse et de l'Angleterre, qui forment désormais la Grande-Bretagne. Cette union fut la conséquence d'un certain nombre de désastres survenus à la fin du XVIIe siècle. Des décennies de guerre avaient amené la famine ; nul bateau autre qu'anglais ne pouvait transporter de marchandises en Écosse.
Une aventure catastrophique a particulièrement participé à ruiner l'Écosse. Un financier eut l'idée d'installer une colonie à Panama dans l'idée de faire du portage entre l'océan Pacifique et l'océan Atlantique. Une souscription populaire fut lancée avec succès et le 4 juillet 1698, cinq bateaux quittèrent le port de Leith. Mais ils n'avaient aucune idée des conditions climatiques qui les attendaient. Sur les 1 200 colons au départ, 400 sont morts.
La compagnie fondée pour cette aventure a ainsi perdu les économies des petits souscripteurs. L'Angleterre accepta d'indemniser les actionnaires en échange du rattachement de l'Écosse à l'Angleterre.

## Après 1707
L'Angleterre fait partie du Royaume-Uni à partir de 1801 et devient une grande puissance au moment de la Révolution industrielle, en particulier sous le règne de la reine Victoria. L'expansion des années 1840 fournit à l'Angleterre la moitié des 9500 kilomètres de rail européen en 1845, lors de l'épisode de la « railway mania ». Le développement de la colonie australienne à partir du milieu du XIXe siècle contribue à sa richesse et à son rayonnement mondial. L'Angleterre subit cependant la forte rivalité des États-Unis jusqu'à la Première Guerre mondiale, après laquelle ceux-ci deviennent plus puissants que leur ancienne puissance coloniale.